# Jacob Leyssens

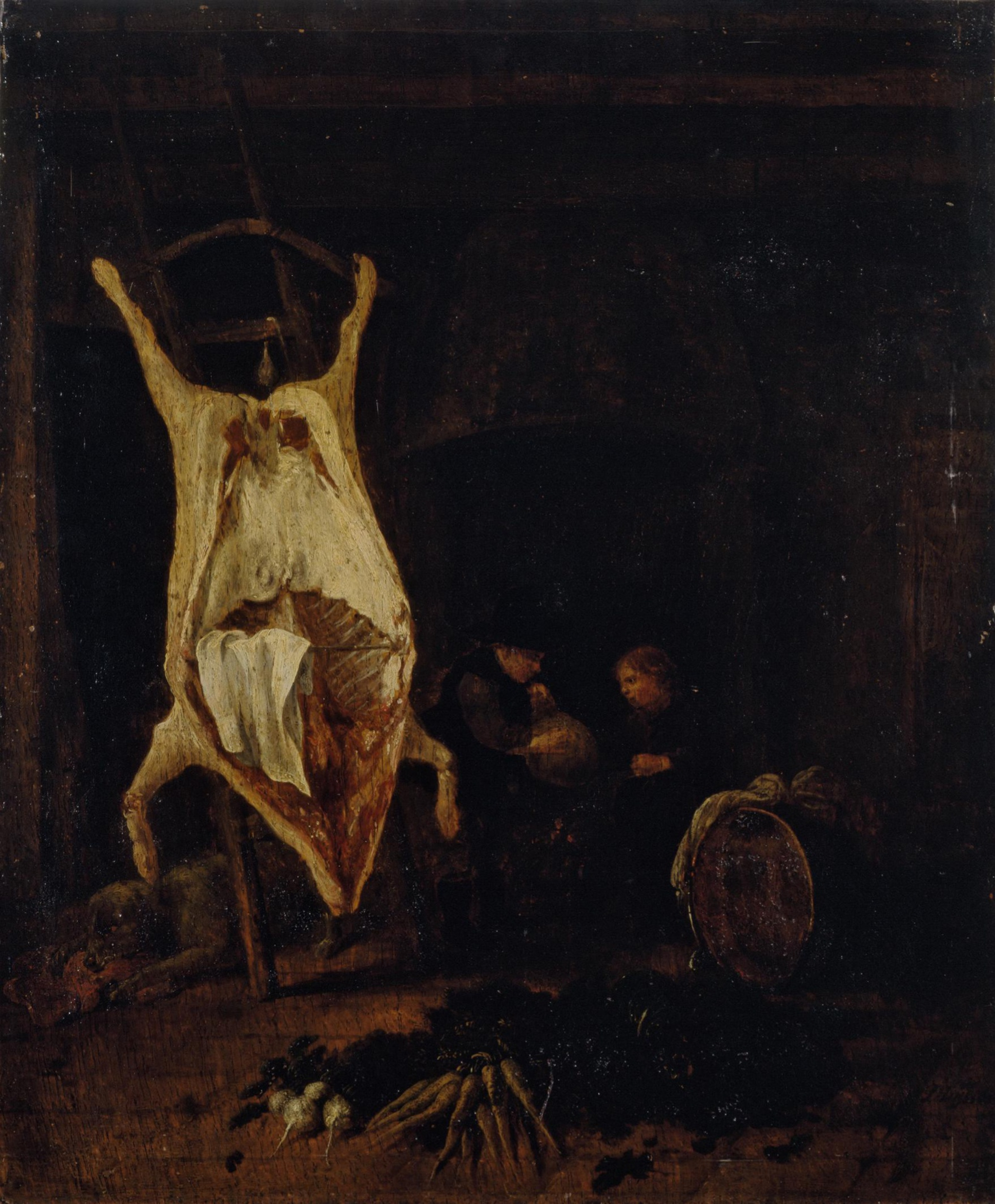
Jacob Leyssens, Kostra v kuchyni, počátek 1690

Jacob Leyssens nebo Jacob Lyssens (1661 Antverpy – 1710 Antverpy) byl vlámský malíř a dekoratér. Malovat se učil v Antverpách, poté strávil dlouhou dobu v Římě. Po návratu do Antverp působil jako malíř a dekoratér a spolupracoval tam s prominentními malíři, jako byl Gaspar Peeter Verbruggen mladší nebo Jan Baptista Bosschaert.

## Životopis

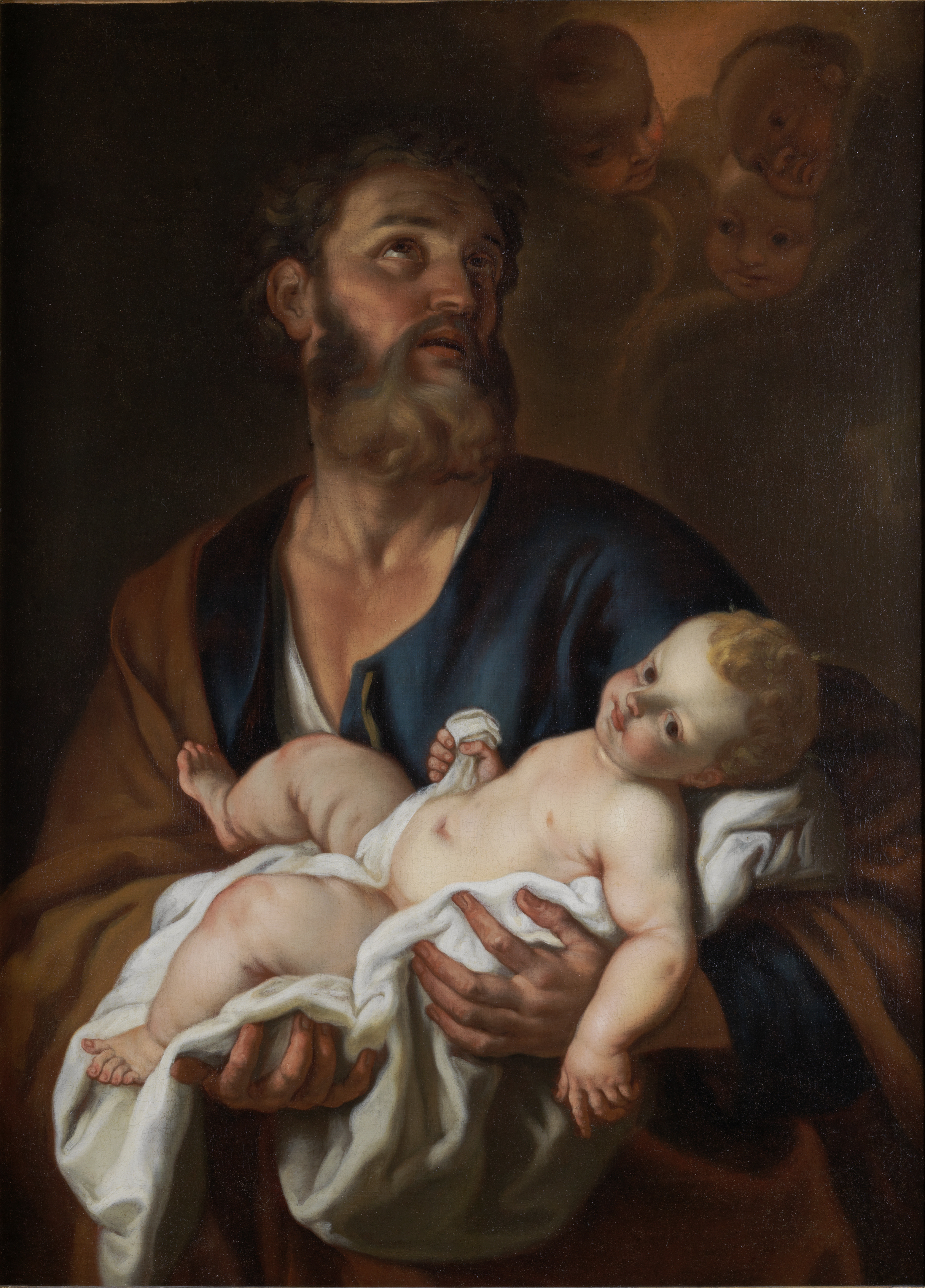
Jacob Leyssens, Josef s malým ježíškem

Jacob Leyssens se učil malovat u Petera Ykense v roce 1674. Jako mladý odcestoval do Říma. Tam je zmiňován v roce 1680. Stal se členem Bentvueghels, sdružení především nizozemských a vlámských umělců pracujících v Římě. Dostal zde přezdívku Notenkraker (Louskáček). Stal se tak pravděpodobně jedním z nejmladších členů, kteří se kdy stali členy Bentvueghels. Těžká finanční situace jeho otce jej přiměla k návratu do Antverp. Tam byl v roce 1698 přijat jako wijnmeester (mistr vína) do cechu sv. Lukáše. Tato funkce byla vyhrazena pouze pro syny členů cechu. To dokazuje, že jeho otec byl v té době také členem cechu. V Antverpách působil Leyssens jako malíř a dekoratér v letech 1698–1710.

## Dílo
Je známo jen několik jeho děl, z nichž jedno je ve sbírce Ermitáže v Petrohradě. Pracoval v mnoha prominentních rezidencích a budovách v Antverpách, kde vyzdobil stěny i stropy. Je známo, že spolupracoval i s dalšími uměleckými osobnostmi jako Jan Baptist Bosschaert nebo Gaspar Peeter Verbruggen mladší, který maloval obrazy s květinami a ovocem. Leyssens byl také úspěšným malířem zátiší s ovocem. Nizozemský životopisec Jacob Campo Weyerman uvádí, že Jacob Leyssens byl i malířem obrazů s historickými náměty. Obraz s náboženskou tematikou Svatý Josef s malým Ježíšem (St. Joseph with the Child Jesus) byl uveden v soupisu majetku po smrti J. J. Moretuse. V roce 1876, když bylo Plantin-Moretus Museum prodáno městu, dostal se tento obraz do Antverp.